# Lake Gairdner
Lake Gairdner är en sjö i Australien. Den ligger i delstaten South Australia, omkring 440 kilometer nordväst om delstatshuvudstaden Adelaide. Lake Gairdner ligger 121 meter över havet. Arean är 3 387 kvadratkilometer. Den sträcker sig 116,0 kilometer i nord-sydlig riktning, och 88,7 kilometer i öst-västlig riktning.
Trakten runt Lake Gairdner är ofruktbar med lite eller ingen växtlighet. Trakten runt Lake Gairdner är nära nog obefolkad, med mindre än två invånare per kvadratkilometer. Genomsnittlig årsnederbörd är 207 millimeter. Den regnigaste månaden är maj, med i genomsnitt 37 mm nederbörd, och den torraste är oktober, med 6 mm nederbörd.